# Betracis cameroni
Betracis cameroni är en insektsart som först beskrevs av William Lucas Distant 1910.  Betracis cameroni ingår i släktet Betracis och familjen Flatidae. Inga underarter finns listade i Catalogue of Life.